# Scarnafigi
Scarnafigi é uma comuna italiana da região do Piemonte, província de Cuneo, com cerca de 1.911 habitantes. Estende-se por uma área de 30 km², tendo uma densidade populacional de 64 hab/km². Faz fronteira com Lagnasco, Monasterolo di Savigliano, Ruffia, Saluzzo, Savigliano, Torre San Giorgio, Villanova Solaro.

## Demografia
| Variação demográfica do município entre 1861 e 2011                               |
|                                                                                   |
| Fonte: Istituto Nazionale di Statistica (ISTAT) - Elaboração gráfica da Wikipedia |